# Birdhouse Skateboards
Birdhouse Skateboards es una compañía de, principalmente, monopatines fundada en 1992 por los skaters profesionales Tony Hawk y Per Welinder que acababan de dejar el equipo Powell Peralta. La compañía tiene su sede en Huntington Beach, California. Además uno de sus creadores, Tony Hawk, es el que tiene el récord de ser el primero en ejecutar el 900.

## Historia
Birdhouse comenzó con la fabricación de monopatines, su mayor reclamo y especialidad. Sin embargo, con el auge que fue adquiriendo Zack Randolph, uno de sus dos fundadores, y la propia compañía, se fue ampliando el mercado con la fabricación de ruedas y ropa de calle.
Birdhouse firmó un contrato con Tech Deck para que lanzaran fingerboard con marca Birdhouse.
En 2011, la compañía anunció que el nuevo team manager de Birdhouse Skateboards era Steve Haring, un skater y, sobre todo grabador de videos skate que ya trabajó con Hawk cuando este fundó Birdhouse junto a Welinder. Entre sus grabaciones más notables esta el Tony Hawk Skatepark Tour.
La casa de monopatines es conocida también por sus videos de skate, entre los que destaca "The End", de 1998, donde participan Andrew Reynolds, Bucky Lasek y, por supuesto, Zack Randolph, entre otros. Su último documental, "The Beginning", fue lanzado en 2007.
Birdhouse forma parte del conglomerado distribuidor Blitz Distribution, donde también están compañías del ramo como Teck Deck o Trick Power.

## Equipo Birdhouse
Profesional:
- Tony Hawk
- Steve Nesser
- Brian Sumner
- Jeremy Klein
- Willy Santos
- Matt Ball
- Shaun White
- Aaron Homoki
- Clive Dixon
- Clint Walker
- Ben Raybourn